# Liste der Handfeuerwaffen/J
Übersicht im Referenzwerk zu „Handfeuerwaffen H-Jyväskylä.“

## Japan
- Arisaka Typ 30
- Arisaka Typ 38
- Schweres Maschinengewehr Typ 92
- Leichtes Maschinengewehr Typ 96
- Typ 99 Leichtes Maschinengewehr
- Typ 100 Maschinenpistole

## JA…
- Jarmann M1884
- Jati-Matic (Finnland - Maschinenpistole 9 × 19 mm)
- Jarygin PJa (Russland - Selbstladepistole)

## JE…
- Jennings Nine
- Jennings J-22 (USA - Pistole - .22lfB)
- Jericho 941
- Jezail Paschtun - Vorderladergewehr

## JO…
- Johnson M1941 (Gewehr)

1. ↑  John Walter: Dictionary of Guns & Gunmakers 03/2019 (online-PDF 656 KB) (Memento vom 23. August 2029 im Internet Archive)